# 魔空八犬伝
『魔空八犬伝』（まくうはっけんでん）は、石川賢による日本の漫画。
『南総里見八犬伝』を元にした、伝奇SF。集英社の月刊漫画誌『ベアーズクラブ』に1988年から1990年にかけて不定期掲載され、その後コミックス描き下ろし形式により完結した。本項では、1992年から1997年にかけて発売された全5巻（少年キャプテンコミックス オリジナル版）を元に説明する。

## ストーリー
第1巻 川中島
長禄2年（1458年）8月、里見義実が城主を務める安房里見城は、安西景連に攻められ、落城寸前だった。城内に攻め手が突入した時、巨大な黄金の馬が出現。それに続いて怨霊・亡霊の類が噴出し、攻め手は壊滅した。
時は流れ、永禄4年（1561年）。農家の少年・犬塚信乃は、侍大将だった先祖に憧れ、天下取りを夢見ていた。刀を得ようと戦場跡に入った時、黄金で出来た魔空城（里見城）が虚空から出現した。黄金城はすぐに消えたが、亡霊のような魔物が現れ、通りかかった犬山道節を襲う。しかし、道節は慌てずに左目にある仁の珠から光を放ち、魔物を退散させた。
その夜、信乃の家は、魔物に憑かれた死者に襲われ、両親は死亡。しかし、信乃は先祖から伝わる名刀村雨丸を使い、窮地を脱する。道節も駆けつけ、魔物は退治された。そして、信乃の胸に孝の珠が浮かび上がる。
戦乱の中、黄金城を目指して信乃と道節は旅をする。人間に憑依する魔物を取り逃がしかけた時、信の珠を持つ雲水（上杉謙信）に遭遇する。魔物は信の珠で消滅したが、川中島の戦いは迫っていた。謙信と信乃・道節は別の道を歩む。
魔物に取り憑かれた山本勘助との戦いを巡り、2人は忠の珠を持つ乱元坊（乱坊）と出会い、謙信と合流する。
信玄は黄金城を降ろそうとするが、道節ら四犬士の活躍で野望は潰え、黄金城は魔空へと戻った。
第2巻 石山本願寺
元亀元年（1570年）、織田信長は石山本願寺の顕如と対決していた。黄金城が血を求めることから、道節、信乃、乱元坊の3人は、信長の動向に着目する。
信長配下の根来衆が一向宗徒を襲うところを信乃が救ったため、石山本願寺に入った3人は、雑賀孫市率いる雑賀衆と出会う。その傍ら、本願寺の支配者・顕如が黄金城を手に入れようとしていることを知る。そして、本願寺には、既に雀連という、黄金の僧侶がいた。道節らは本願寺配下の異能集団と戦い、雀連を連れ出すことに成功する。雀連は伊勢長島に黄金城が現れることを予知した。
本願寺の外では、悌の珠を持つ王犬丸が一向一揆に身を置き、信長勢と戦っていた。王犬丸の前に、魔物と一体化した明智光秀が現れる。
第3巻 伊勢長島の乱
子供を人質に取られ、王犬丸は光秀に屈し、魔物を受け入れる。
雀連を連れた道節、信乃、乱元坊の3人には、天獣四部衆ら本願寺の追っ手と、信長配下の根来衆が追撃をかける。戦いの中、黄金城が出現、道節らは中に入り、里見義実と出会う。道節らを説得する義実だったが、それは罠だった。鏡写しの城の中に3人は封印され、黄金城の封印は解ける。魔空間からは、次々と魔物が溢れ出し、義実は光秀に、「さらに血を流すよう」に命じる。
信長は一向一揆の早期鎮圧を部下に命じ、羽柴秀吉と光秀が名乗りを上げる。
智の珠を持つペトロバ犬塚は、エクソシストとして日本各地を放浪している最中、謙信と出会う。協力して魔物を倒した2人の前に、道節ら3人を始め、閉じ込められていた人々が生還する。
光秀に先を越されまいと、秀吉は堺に急ぐ。依頼しておいた大型軍艦は、義の珠を持つ自雷天によって完成していた。出航を焦る秀吉に、自雷天は「黄金の僧侶が来るまで出航できない」、と答える。
一方、道節らは、王犬丸の魔空軍艦と対決していた。
第4巻 集結!八犬士
魔空軍艦上で斬り合う道節と王犬丸。その隙に乱元坊が魔空軍艦の航路を乱して岩山に激突させようとするが、魔空軍艦は異空間への穴を開けて飛び込む。
本願寺では巨大仏・金剛天が動き出し、雀蓮が帰還する。金剛天の起動に激怒する顕如だったが、雀蓮によって隣接する空間から噴出する地獄のイメージを見せられ説得される。秀吉、自雷天、雀蓮、雑賀孫市らは大型軍艦・鉄甲船で出航する。
地中で自らを修理・改造していた魔空軍艦で、光秀と王犬丸が主導権を争って対立する。
長島城では織田軍の襲来に備えて一向宗が篭城の準備を進めていた。長島城主・下間頼成と面会する上杉謙信は、この世の滅びを警告する。
場内に侵入し破壊工作を行う根来忍者。魔物と融合した天獣四部衆の最後の一人が現れ、ペトロバ・犬塚と交戦、従僕ロボが犠牲となるが浄化に成功する。しかし飛び散った肉片が根来忍者に寄生し、黄金城が出現する穴となった。
長島の周辺は空間がゆがみ、織田軍は進軍も撤退もできなくなっていた。
そのころ鉄甲船は海上に漂う人影を発見。彼は大陸から流れてきた仙人張犬老と名乗り、口中の礼の珠を示した。高まる邪気が津波となって鉄甲船を襲うが、雀蓮たちの力を束ねた張犬老の方術で難を逃れる。
信乃は訪れた村で飢餓のあまり人肉食が行われる様を見せ付けられ絶望しかけていたが、黄金城で戦い続ける伏姫との対話により復活を果たす。
魔空軍艦が再び出現すると同時に鉄甲船も到着し、長島の地に八犬士が集結する。
第5巻 突入!黄金城
魔物と化した里美家家臣群の攻撃と魔空軍艦の瘴気砲撃によって長島は地獄になろうとしていた。
砲撃戦を続ける鉄甲船が、一発しか撃てない主砲・バラ門砲によって魔空軍艦に大ダメージを与える。その隙に、金剛天とともに雀蓮と犬士たちが黄金城にむかって突入する。
長島は八犬士の結界で閉じられ、雀蓮の肉体は分解し黄金の城門となる。城門に誘発されて黄金城が空間の壁を越え、ついに現世に、しかし結界の中心に出現する。
魔空軍艦中枢で光秀と王犬丸の主導権争いが深刻化し殺し合いに発展しようとしたとき、行方不明だった悌の珠が王犬丸の体内から出現。魔空軍艦に意識を接続した黄金城城主・里美義実が、八犬士は伏姫の分割された意識体であることを看破、王犬丸を殺そうとする。
艦内に乱入した道節が王犬丸を助けるが二人は魔空に呑み込まれる。珠に包まれた二人は魔空間を流れるいくつもの時間の流れを見て、魔空の底で苦しみにあえぐ多くの魂を感じる。魔空間に現れた雀蓮が八房の形となり、二人を現世に連れ戻す。
八つの珠は魔空間を封じる結界として創られただけではなく、珠と八犬士は伏姫の意識体であり、それぞれが経験を積み意思力を鍛えて伏姫の元に帰ることで、本来同等であった里見義実に打ち勝つ力を与える存在であった。
八犬士と合一した伏姫と義実に操作される魔空軍艦との激闘は伏姫の勝利で終わり、輪廻を乱そうとするものが現れるところ必ずそれを拒むものたちもまた現れることを宣言する。そして義実と伏姫は戦いの中で損壊された黄金城と共に時空の彼方へ去っていった。
その際に黄金城の欠片は時空を越えて散らばり、モンゴルの草原を行くテムジンやうつけ・吉法師と呼ばれていたころの信長など、多くの征服者たちの野望を呼び覚ましていった。
時代と場所を越えて歴史の流れの中に現れ続ける黄金城、そして伏姫と8つの珠――仁義礼忠孝悌信智（完）。

## 登場人物

### 八犬士
登場順。
犬塚信乃（いぬづか しの）
胸の中央に孝の珠を持つ。名刀村雨丸を使う少年剣士。
純粋な少年で、農家を嫌い、侍に憧れていた。
犬山道節（いぬやま どうせつ）
左目に仁の珠を持つ。得意技はこっぱみじん斬り。
体力・腕力に優れている他、マントの中に多数の武器を隠し持ち、使用する。頭の回転も速い。
女性や子供など、弱者には優しい。黄金城を手に入れ、その財力で日本を統一し、平和な世界にしようとしている。
流星号という馬に乗っているが、名を明かされるのは第2巻になってから。当初は凛々しい姿だったが、話が進むに連れ、デフォルメがキツくなっていった（第2巻以降に顕著）。馬でありながら土遁の術を会得している。
上杉謙信
右肩に信の珠を持つ。実は女性。
川中島の戦いの後、影武者と家臣に上杉家を任せ、雲水姿で各地を巡る。八犬士としての道を歩み、以後は無双坊犬美と名乗る。
乱元坊（らんげんぼう）
男根の先端に忠の珠を持つ。ダウジングに似た技風流術を使い、見えない魔物を感知・捕獲する。
自称、乱坊（らんぼう）。「なまぐさ坊主」と自覚し、酒は飲むが、女性には手を出さない。なお、乱元坊の飲む酒は、魔物を漬けた物。
黄金城を求める理由は、酒と美女。
第2巻以降は流星号ともどもデフォルメがキツくなる。
王犬丸（おうけんまる）
右手の甲に悌の珠を持つ大男。大鎌を武器にしている。一向宗徒。
子供を人質にされて魔物と一体化。魔空軍艦を操艦する。
ペトロバ犬塚
智の珠を持つキリスト教徒。父は西国の城主、母は南蛮人の宣教師の娘。
金髪緑眼のエクソシストで、十字架と聖水を使い、魔物を消滅させる。血は聖血。
西洋風の柄・鞘を持つ長い刀を振るうが、普段はロボという黒人従者に背負わせている。
自雷天（じらいてん）
義の珠を持つ。手先が器用で、先進的な武器・兵器を開発する。
羽柴秀吉の命令で、大型軍艦を建造。大砲やミサイルも搭載した。
張犬老（ちょうけんろう）
口内に礼の珠を持つ仙人。中国から海に浮かんで来た。
仙術は不得手だったが、口内に珠が出来て以降、驚異的なスピードで術を会得していった。
本人は、舌先三寸で他人を操る方が得意。

### 里見家
登場順。
里見義実
里見家当主にして黄金城の城主。伏姫の父親。
呪術と黒魔術を混交させて独自の錬金術を生み出し、里美城そのものを黄金化した。しかしその術こそ、「魔空」と呼ばれる邪悪な意思であった。
伏姫（ふせひめ）
巨大な白犬「八房」とともに、仏法術で黄金城を異空間に閉じ込め続ける、里見の姫。八犬士の精神的母親。

### その他、実在の人物など
登場順。
武田信玄
魔物に魂を売り、身体が半ば黄金化している。
黄金の体の輝きを保つためとして領内の処女を狩り集め、生き血を絞り、浴びている。
山本勘助
武田軍の軍師。魔空間を開き、信玄をそそのかした。魔物に魂を売っている。
明智光秀
織田信長の元に向かう最中、朝倉家の家臣に襲われる。殺されかけたところを魔空城に救われ、魔物と一体化する。
里見義実の配下に収まりつつ、義実の目的を果たすため、織田信長の協力者となる。しかし、信長への従属は表面的なもので、天下取りの野望に燃えている。
織田信長
天下統一のために、黄金城を追う。現在は石山本願寺、一向一揆と対決中。
雑賀孫市
雑賀衆の頭領。鉄砲隊を配下に持ち、本人も銃の名手。
信長と本願寺の両方を嫌っているが、配下のほとんどが一向宗徒のため、本願寺に加担する。
顕如
石山本願寺の支配者。黄金城の魅力に憑かれており、入手を試みている。
異端派である羅王真宗の夢王坊の他、念力を持つ僧侶の一団や、怪異な姿をした一団など、特殊能力を持つ集団を擁している。
雀蓮（じゃくれん）
石山本願寺の僧。黄金城に入ったことがあり、全身が黄金化している。
羽柴秀吉
堺で大型軍艦を建造させ、石山本願寺攻略の切り札として投入しようとしていた。

## 書籍情報
少年キャプテンコミックス オリジナル
全5巻。第2巻以降は描き下ろしで刊行。第4巻・第5巻は、同時発売となっている。
1. 川中島 ISBN 4-19-832122-1 1992年12月20日
2. 石山本願寺 ISBN 4-19-833093-X 1993年9月20日
3. 伊勢長島の乱 ISBN 4-19-830098-4 1995年10月30日
4. 集結!八犬士 ISBN 4-19-830160-3 1997年1月20日
5. 突入!黄金城 ISBN 4-19-830161-1 1997年1月20日

講談社漫画文庫
全3巻。1999年8月に全3巻同時発売。表紙は新規描き下ろし。下巻末に石川賢インタビュー収録。
1. 上 ISBN 978-4-06-260607-3
2. 中 ISBN 978-4-06-260608-0
3. 下 ISBN 978-4-06-260609-7